# Фэйдун
Фэйду́н (кит. упр. 肥东, пиньинь Féidōng, буквально: «восток уезда Хэфэй») — уезд городского округа Хэфэй провинции Аньхой (КНР).

## История
Исторически эти места входили в состав уезда Хэфэй (合肥县). В феврале 1949 года он был расформирован, а его восточная часть — выделена в отдельный уезд Фэйдун, который вошёл в состав Специального района Чаоху (巢湖专区). В 1952 году Специальный район Чаоху был расформирован, и уезд перешёл в состав Специального района Чусянь (滁县专区). В 1956 году Специальный район Чусянь был расформирован, и уезд перешёл в состав Специального района Бэнбу (蚌埠专区). В 1958 году уезд был передан под юрисдикцию властей Хэфэя.
В 1961 году был вновь образован Специальный район Чусянь, и уезд опять вошёл в его состав. В 1965 году был вновь создан Специальный район Чаоху, и уезд опять вошёл в его состав. В 1971 году Специальный район Чаоху был переименован в Округ Чаоху (巢湖地区).
В 1983 году уезд перешёл под юрисдикцию властей Хэфэя.

## Административное деление
Уезд делится на 12 посёлков, 5 волостей и 1 национальную волость.